# ФК «Славія» (Прага) в сезоні 1928—1929
Сезон ФК «Славія» (Прага) 1928—1929 — сезон чехословацького футбольного клубу «Славія». У чемпіонаті Чехословаччини команда посіла перше місце. У Середньочеському кубку стала переможцем. В Кубку Мітропи клуб вибув у чвертьфіналі.

## Склад команди
| № | Поз. | Нац.           | Гравець              |
| - | ---- | -------------- | -------------------- |
|   | ВР   | Чехословаччина | Франтішек Планічка   |
|   | ВР   | Чехословаччина | Йозеф Слоуп-Штаплік  |
|   | ВР   | Чехословаччина | Фріц Тауссіг         |
|   | ЗХ   | Чехословаччина | Антонін Новак        |
|   | ЗХ   | Чехословаччина | Ян Рейнхардт         |
|   | ЗХ   | Чехословаччина | Еміл Сейферт         |
|   | ЗХ   | Чехословаччина | Франтішек Черницький |
|   | ЗХ   | Чехословаччина | Адольф Фіала         |
|   | ПЗ   | Чехословаччина | Антонін Водічка      |
|   | ПЗ   | Чехословаччина | Йозеф Плетиха        |

| № | Поз. | Нац.           | Гравець           |
| - | ---- | -------------- | ----------------- |
|   | ПЗ   | Чехословаччина | Йозеф Сухий       |
|   | ПЗ   | Чехословаччина | Карел Чипера      |
|   | ПЗ   | Чехословаччина | Ладислав Шубрт    |
|   | НП   | Чехословаччина | Коломан Бобор     |
|   | НП   | Чехословаччина | Богуміл Йоска     |
|   | НП   | Чехословаччина | Йозеф Кратохвіл   |
|   | НП   | Чехословаччина | Антонін Пуч       |
|   | НП   | Чехословаччина | Франтішек Свобода |
|   | НП   | Чехословаччина | Їндржих Шолтис    |
|   | НП   | Чехословаччина | Франтішек Юнек    |

## Чемпіонат Чехословаччини

### Підсумкова таблиця
|   | Турнірна таблиця     | М  | В  | Н | П  | МЗ | МП | О  |
| - | -------------------- | -- | -- | - | -- | -- | -- | -- |
| 1 | Славія (Прага)       | 12 | 10 | 1 | 1  | 47 | 15 | 21 |
| 2 | Вікторія (Жижков)    | 12 | 8  | 2 | 2  | 41 | 20 | 18 |
| 3 | Спарта (Прага)       | 12 | 5  | 3 | 4  | 32 | 21 | 13 |
| 4 | Богеміанс (Прага)    | 12 | 6  | 0 | 6  | 33 | 31 | 12 |
| 5 | Кладно               | 12 | 4  | 2 | 6  | 20 | 30 | 10 |
| 6 | Чехія Карлін (Прага) | 12 | 2  | 3 | 7  | 11 | 29 | 7  |
| 7 | Лібень               | 12 | 1  | 1 | 10 | 13 | 50 | 3  |

### Статистика виступів
| Воротарі: Франтішек Планічка (-/0), Йозеф Слоуп-Штаплік (-/0) Фріц Тауссіг (-/0). Захисники: Еміл Сейферт (-/0), Адольф Фіала (-/0), Франтішек Черницький (10/0), Антонін Новак (7/0), Ян Рейнхардт (-/0). Півзахисники: Йозеф Плетиха (-/2), Антонін Водічка (10/0), Карел Чипера (-/1), Ладислав Шубрт (-/0). Нападники: Йозеф Кратохвіл (-/2), Антонін Пуч (-/13), Коломан Бобор (1/0), Франтішек Свобода (-/4), Їндржих Шолтис (-/8), Богуміл Йоска (-/10), Франтішек Юнек (-/6),. Тренер: Джон Вільям Мадден. |

## Середньочеський кубок
1/2 фіналу
- «Славія» (Прага) — «Кладно» — 3:2 (Юнек-2, Йоска — ?)

Фінал
| 2 грудня 1928 |

| «Спарта» (Прага) | 1 — 1 | «Славія» (Прага) |
| ---------------- | ----- | ---------------- |
| Сильний          |       | Свобода          |

| Прага Глядачів: 14 000 Арбітр: Дубень |

«Славія»: Йозеф Слоуп — Ян Рейнхардт, Франтішек Черницький — Ладислав Шубрт, Йозеф Плетиха, Карел Чипера — Франтішек Юнек, Їндржих Шолтис, Франтішек Свобода, Антонін Пуч, Йозеф Кратохвіл. Тренер: Джон Мадден
Перегравання фіналу
| 9 травня 1929 |

| «Славія» (Прага) | 1 — 1 | «Спарта» (Прага) |
| ---------------- | ----- | ---------------- |
| Юнек             |       | Патек            |

| Прага Глядачів: 15 000 Арбітр: Чрдле |

«Славія»: Франтішек Планічка — Ян Фіала, Франтішек Черницький — Антонін Водічка, Йозеф Плетиха, Карел Чипера — Франтішек Юнек, Богумил Йоска, Франтішек Свобода, Антонін Пуч, Йозеф Кратохвіл. Тренер: Джон Мадден
Друге перегравання фіналу
| 6 листопада 1929 |

| «Спарта» (Прага) | 2 — 3 | «Славія» (Прага)    |
| ---------------- | ----- | ------------------- |
| Мудрий Сильний   |       | Водічка Свобода Пуч |

| Прага Глядачів: 14 000 Арбітр: Фроунд |

«Славія»: Йозеф Слоуп — Йозеф Сухий, Антонін Новак — Вілем Кьоніг, Адольф Шимперський, Антонін Водічка — Франтішек Юнек, Їндржих Шолтис, Франтішек Свобода, Антонін Пуч, Богумил Йоска. Тренер: Джон Мадден

## Кубок Мітропи
| 1/4 перший матч 15.08.1928 | «Адміра» (Відень)             | 3:1        | «Славія» (Прага) | Відень                                                                |  |
| | 45' Зігль 56' Рунге 75' Шалль | (протокол) | 56' Юнек         | Стадіон: ВАК-Плац Глядачі: 16 000 Суддя: Ачілле Гама Мальчер (Італія) |  |
| Адміра: Францль — Фоці, Янда — Штрох, Кох, Шотт — Зігль (к), Кліма, Штойбер, Шалль, Рунге, тренер: Сколаут Славія: Планічка — Водічка, Черницький — Сейферт, Плетиха(к), Чіпера — Юнек, Шолтис, Свобода, Пуч, Кратохвіл, тренер: Мадден |                               |            |                  |                                                                       |  |

| 1/4 другий матч 19.08.1928 | «Славія» (Прага)              | 3:3 (4:6 заг.) | «Адміра» (Відень)               | Прага                                                              |  |
| | 29' 50' Кратохвіл 69' Свобода | (протокол)     | 23' Штойбер 32' Шалль 83' Рунге | Стадіон: Летна Глядачі: 17 000 Суддя: Ачілле Гама Мальчер (Італія) |  |
| Славія: Планічка* — Водічка, Черницький — Сухий, Плетиха(к), Чіпера — Бобор, Шолтис, Свобода, Пуч, Кратохвіл, тренер: Мадден Адміра: Францль — Фоці, Янда — Клівіч, Кох, Шотт — Зігль (к), Кліма, Штойбер, Шалль, Рунге, тренер: Сколаут - - відбив пенальті на 75-й хвилині |                               |                |                                 |                                                                    |  |

## Товариські матчі
28-5-1929  Praha        SK Slavia Praha-Newcastle United        1-1